# Ralston (Oklahoma)
Ralston város az Amerikai Egyesült Államok Oklahoma államában, Pawnee megyében. Lakosainak száma 266 fő (2020. április 1.).

## Népesség
A település népességének változása:

| 2010 | 330 |
| 2020 | 266 |